# 三陟線
三陟線（サムチョクせん）は、大韓民国江原特別自治道東海市にある東海駅と同道三陟市にある三陟駅を結ぶ、韓国鉄道公社（KORAIL）の鉄道路線である。

## 概要
三陟線は日本統治時代当時、東海線建設の過程で建設が推進された路線で、嶺東線の支線である。
1937年3月25日、石炭の搬出を主目的として、私鉄の三陟鉄道株式会社が鉄岩線（現在の嶺東線鉄岩 - 東海間、及び墨湖港線東海 - 墨湖港間）の敷設免許を取得した。その建設場所が東海南部線と東海北部線の建設区間の間に位置していたことから、鉄岩線の工事と歩調を合わせる形で、小野田セメント三陟工場の引込み線などを鮮鉄区間として建設することとなった。この区間が現在の三陟線である。三陟線は1939年11月1日に着工、1944年2月11日に竣工した。国有鉄道だったが、その運営は三陟鉄道に委託された。
韓国独立後、沿線のセメント工場や発電所への貨物運輸路線として活用されているが、人口希薄地域を通っていることから1991年8月20日をもって旅客運輸の取り扱いを中断していた。2007年7月24日からは観光列車の「海列車（바다열차）」が1日2往復（5月～8月は3往復）運行されていた。また、2019年から三陟駅で東海線との接続工事が開始され、2025年1月1日に開業して旅客営業が再開された。

## 路線情報
- 路線距離：12.9km
- 運営会社：韓国鉄道公社
- 軌間：1435mm（標準軌）
- 通行方式： -
- 駅数：4
- 複線区間：なし
- 電化区間：全線（交流25kv、60Hz）
- 保安装置：ATS

## 駅一覧
- ●：停車
- 駅所在地は全線江原特別自治道内。

| 駅名       | 駅名       | 駅名              | 駅間キロ (km) | 累計キロ (km) | ITX-マウム | ヌリロ | 接続路線                                                                 | 所在地 |
| 日本語     | ハングル   | 英語              | 駅間キロ (km) | 累計キロ (km) | ITX-マウム | ヌリロ | 接続路線                                                                 | 所在地 |
| ---------- | ---------- | ----------------- | ------------- | ------------- | ---------- | ------ | ------------------------------------------------------------------------ | ------ |
| 東海駅     | 동해역     | Donghae           | 0.0           | 0.0           | ●          | ●      | 韓国鉄道公社：嶺東本線（直通運転）・北坪線（貨物線）・墨湖港線（貨物線） | 東海市 |
| 湫岩駅     | 추암역     | Chuam             | 6.4           | 6.4           | ▲          | ▲      |                                                                          | 東海市 |
| 三陟海辺駅 | 삼척해변역 | Samcheok haebyeon | 1.4           | 7.8           | ▲          | ▲      |                                                                          | 三陟市 |
| 三陟駅     | 삼척역     | Samcheok          | 5.1           | 12.9          | ●          | ●      | 韓国鉄道公社：東海線（直通運転）                                         | 三陟市 |